# Дружба (Шумячский район)
Дружба (ранее — Чертовщина) — деревня в Шумячском районе Смоленской области России. Входит в состав Надейковичского сельского поселения. Население — 28 жителей (2007 год).

## Географическое положение
Расположена в юго-западной части области в 27 км к западу от Шумячей, в 21 км северо-западнее автодороги А101 Москва — Варшава («Старая Польская» или «Варшавка»), на берегу реки Слободка. В 24 км юго-восточнее деревни расположена железнодорожная станция Осва на линии Рославль — Кричев.
Деревня окружена болотами.
Болото к востоку от деревни в одном километре, в сторону Гринёвщины, называется Лишневским. Лешневское болото летом 2003 года сильно выгорело.
На расстоянии около двух километров от деревни в сторону Бедни простирается Белое болото. Минчихино болото находится в километре от деревни, по дороге на Явкино. В Минчихином болоте раньше брали торф, сейчас торфяные ямы заполнены водой.

## История
Бывшая деревня Мстиславского воеводства, Великого Княжества Литовского
По официальным данным на 1866 год белорусы составляли 94,7 % населения.
В результате первого раздела Речи Посполитой (1772 год) Чертовщина (Дружба) оказались в составе Российской империи.
В годы Великой Отечественной войны деревня была оккупирована гитлеровскими войсками в августе 1941 года, освобождена в сентябре 1943 года.
В списке населённых мест Могилёвской губерни за 1910 год, значится: Дворов 58, Мужчин 248, Женщин 256, Вёрст до Могилёва 114.
До 1963 года деревня носила имя Чертовщина от слова "черта", так как в своё время по деревне проходила граница между Вяликим Княжеством Литовским и Московской державой. Правый бок деревни, тот, что ближе к границе Беларуси, старожилы называют Литвой. В земле ещё можно найти кирпичные укрепления границы. Из деревни берёт свой род белорусский гражданский деятель Сяргей Фралоў. На деревенском кладбище можно найти могилу его прадеда с надписями на белорусском языке.
25 марта 1918 года согласно Третьему Уставу Чертовщина была провозглашена частью Белорусской Народной Республики. 1 января 1919 года согласно постановлению I съезда Коммунистической партии Беларуси она вошла в состав Белорусской ССР, но 16 января Москва вместе с другими этнически белорусскими территориями приняла село в состав РСФСР.
В направлении на Явкино были хутора Нестеренко, Карпов, Химушкин, Панаськин, Маханьков, Романенко, Беляков, Егорушкин.
В направлении деревни Кораблево располагались хутора Яшин, Михеев, Галеевцев.
Хутора Маркин, Ниленков, Фролов, Артёмов располагались у Артёмова болота.
Красный дом — место вблизи Артёмова болота. (Называли так дом из за красной черепицы, которой была накрыта крыша)
Фролов ровок — ров возле бывшего хутора крестьянина Фролова в сторону Бедни в полукилометре от деревни.
Старое кладбище — расположено на бугре за домами рода Карповых и Галеевцевых.
По преданию на этом месте люди хранили своих близких ещё семьсот лет назад.
В 1963 году указом Президиума Верховного Совета РСФСР деревня Чертовщина Шумячского сельского района была переименована в деревню Дружба.